# لقدادشة (صنهاجة)
لقدادشة هو دُوَّار يقع بجماعة مزم صنهاجة، إقليم قلعة السراغنة، جهة مراكش آسفي في المملكة المغربية. ينتمي الدوّار لمشيخة صنهاجة التي تضم 21 دوار. يقدر عدد سكانه بـ 274 نسمة حسب الإحصاء الرسمي للسكان والسكنى لسنة 2004.

## روابط خارجية
- البوابة الوطنية للجماعات الترابية نسخة محفوظة 12 مارس 2018 على موقع واي باك مشين.
- المندوبية السامية للتخطيط